# Kevin Skinner
Patrick Kevin Skinner (Mayfield, Kentucky, 25 de fevereiro de 1974) é um cantor de country americano. É conhecido por participar e vencer a quarta temporada do programa norte-americano America's Got Talent.
Kevin é divorciado e tem dois filhos, uma menina e um menino.

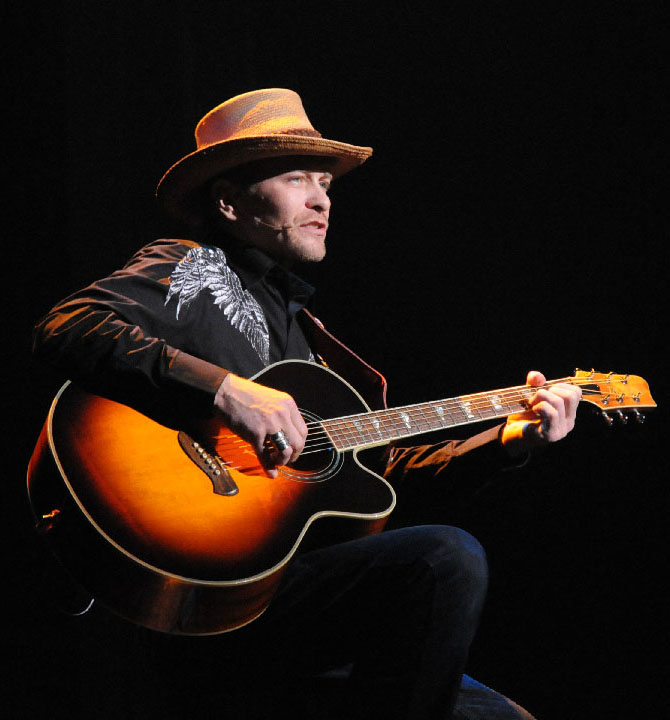

| Nome         | Patrick Kevin Skinner          |  |  |
| ------------ | ------------------------------ |  |  |
| Origem       | 25/02/1974. Mayfield, Kentucky |  |  |
| Gênero       | Country, Country Rock          |  |  |
| Ocupação     | Cantor, Fazendeiro             |  |  |
| Instrumentos | Vocal, Violão                  |  |  |
| Ativo        | 2009-presente                  |  |  |

## America's Got Talent

### Audições
Kevin fez sua primeira aparição em 4 de agosto, em 2009. Cantando a música de Garth Brooks, " If Tomorrow Never Comes"
E no decorrer da competição, Kevin cantou "Make You Feel My Love" de Bob Dylan, "Always On My Mind" de Brenda Lee e na final, cantou "I Don't Wanna Miss a Thing" da banda Aerosmith e assim se consagrando campeão daquele ano e ganhando 1.000.000 de Dólares.

## Long Ride (2010-presente)
Lançou o CD "Long Ride" no dia 17 de Março de 2010.